# كوسوكي يامازاكي
كوسوكي يامازاكي (باليابانية: 山﨑浩介) هو لاعب كرة قدم ياباني، ولد في 30 ديسمبر 1995 في سايتاما في اليابان. لعب مع إهيمه إف سي.

## وصلات خارجية
- كوسوكي يامازاكي على موقع رابطة كرة القدم اليابانية للمحترفين (اليابانية)
- كوسوكي يامازاكي على موقع قاعدة بيانات كرة القدم.إي يو (الإنجليزية)
- كوسوكي يامازاكي على موقع Soccerway.com (الإنجليزية)
- كوسوكي يامازاكي على موقع عالم كرة القدم.نت (الإنجليزية)